# داني إيكن
داني إيكن (بالإنجليزية: Danny Aiken)‏ هو لاعب كرة قدم أمريكية أمريكي، ولد في 28 أغسطس 1988 في أوكسفورد في الولايات المتحدة.

## وصلات خارجية
- داني إيكن على موقع مرجع كرة القدم المحترفة.كوم (الإنجليزية)